# Estado Soberano do Panamá
Estado Soberano do Panamá foi uma divisão administrativa e territorial dos Estados Unidos da Colômbia. A entidade territorial, criada em 27 de fevereiro de 1855 sob o nome de Estado Federal do Panamá a partir da união das províncias de Nova Granada de Azuero, Chiriquí, Panamá e Veraguas,, foi oficialmente reconhecido como Estado de la Federación na constituição nacional de 1858, e, finalmente, denominado Soberano nas constituições nacionais e estaduais de 1863. O estado sobreviveu até 7 de setembro de 1886, quando entra em vigor a constituição colombiana de 1886, e é renomeado Departamento do Panamá.